# Gare de Berthelming
Gare de Berthelming vasútállomás Franciaországban, Berthelming településen.

## Vasútvonalak
Az állomást az alábbi vasútvonalak érintik:
- Réding–Metz-Ville-vasútvonal
- Berthelming-Sarreguemines-vasútvonal

## Kapcsolódó állomások
A vasútállomáshoz az alábbi állomások vannak a legközelebb:
- Gare de Bénestroff
- Gare de Sarrebourg